# Friedrich Ernst (Pädagoge)

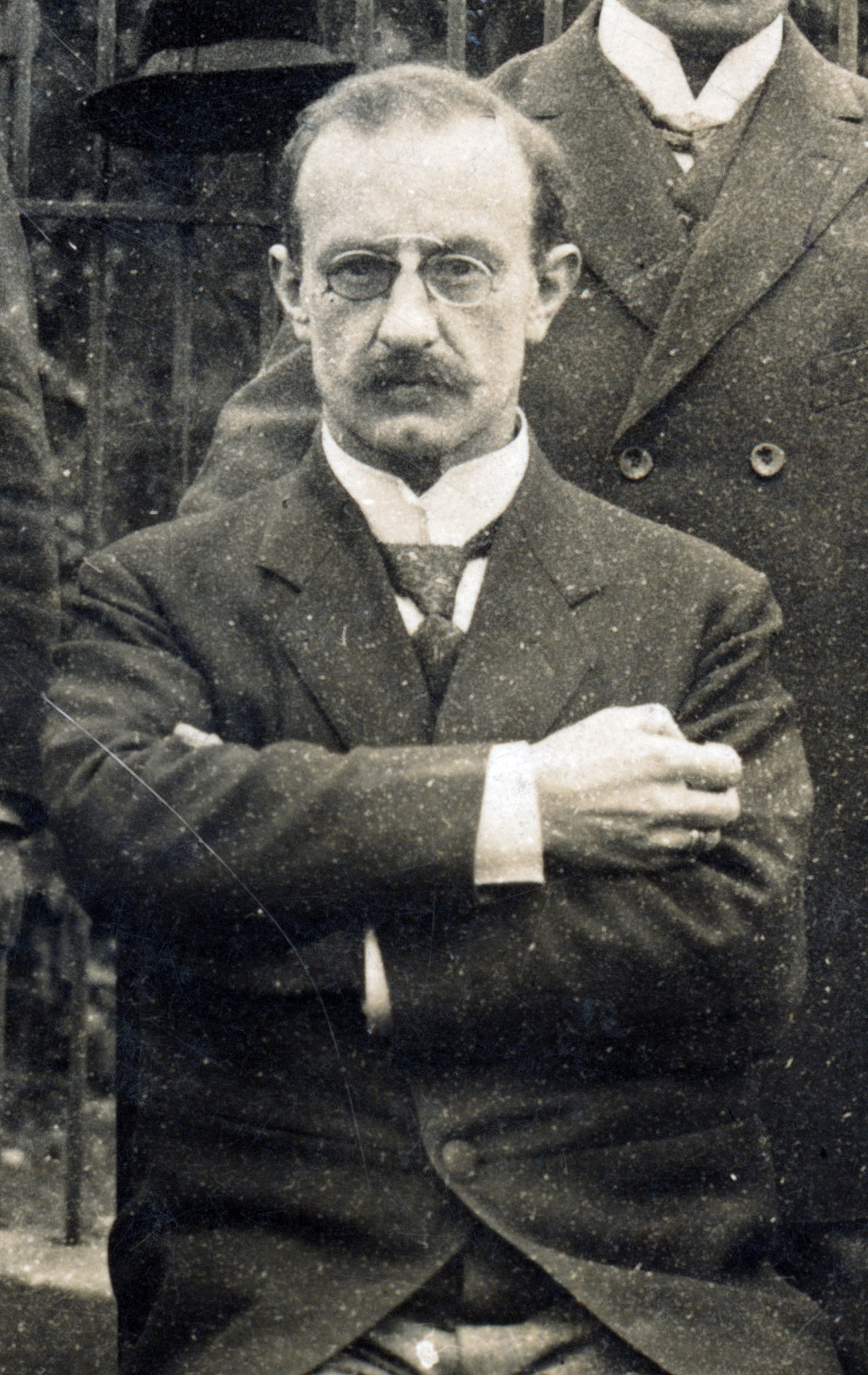
Friedrich Ernst, als Grünstadter Schulrektor, 1917

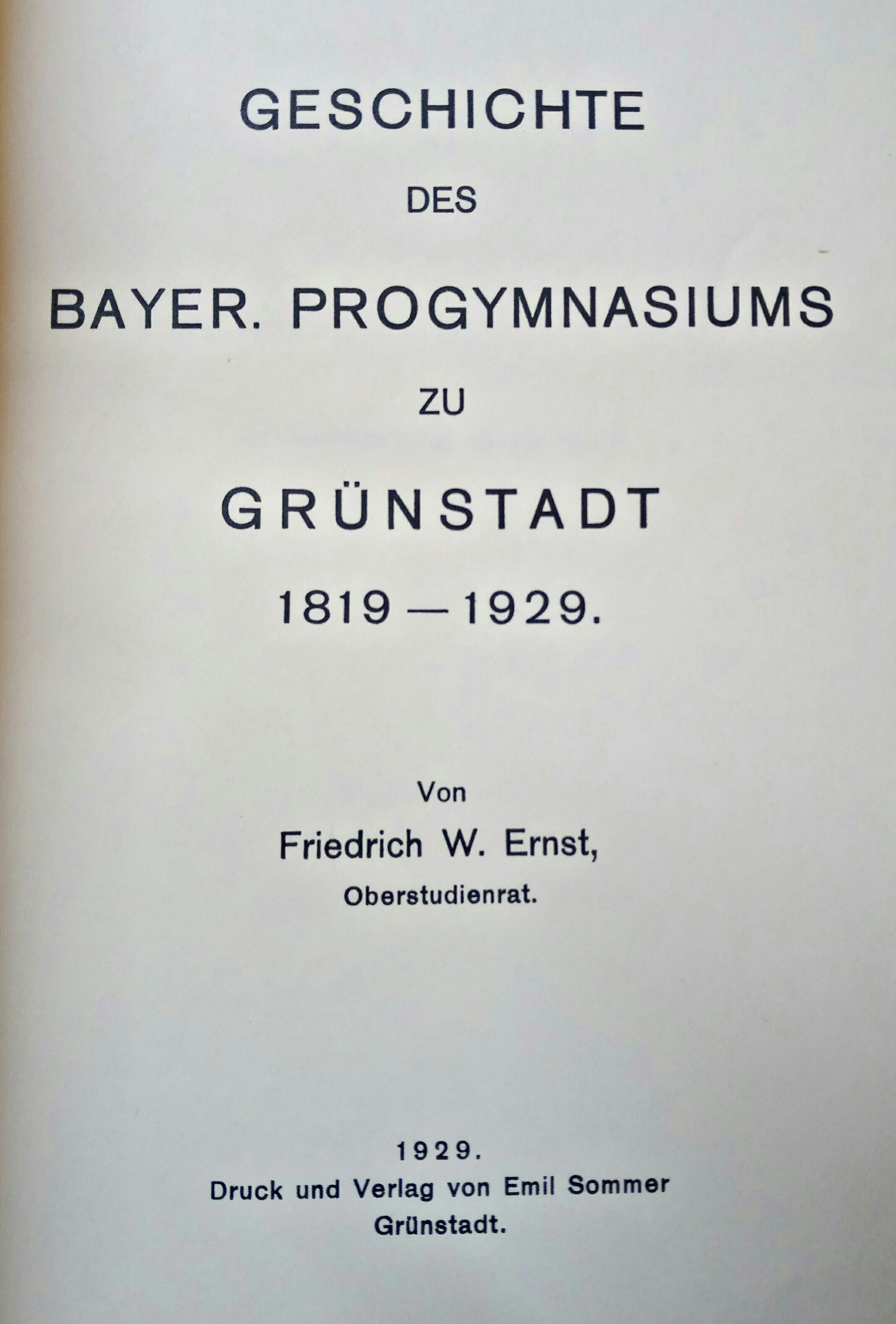
Buchtitelblatt, 1929

Friedrich Ernst, voller Name Friedrich Wilhelm Ernst (* 26. März 1874 in München; † 17. Dezember 1943 in Worms), war ein deutscher Pädagoge, Heimatforscher und Autor.

## Leben und Wirken
Er war der Sohn von Johann Georg Friedrich Ernst, Beamter im Bayerischen Finanzministerium und dessen Frau Elise geb. Dippner. Friedrich Ernst besuchte das Wilhelmsgymnasium München (1884–1893) studierte an der Münchner Universität (1893–1897) und trat 1898 als Lehrer in den bayerischen Staatsdienst ein. Zunächst an der Lateinschule Lindau im Bodensee tätig, avancierte er 1909 zum Rektor des Progymnasiums Uffenheim und amtierte von 1916 bis 1938 als Rektor des Progymnasiums Grünstadt, zuletzt im Rang eines Oberstudienrates.
Heimatgeschichtlich stark interessiert engagierte sich Friedrich Ernst ab 1917 im Altertumsverein Grünstadt und wurde 1918 dessen Vorsitzender. Zwischen 1926 und 1934 veröffentlichte er zahlreiche historische Artikel in der Vereinspublikation Neue Leininger Blätter. Schon 1919 hatte er die größere Abhandlung Die Urkunden des Progymnasiums Grünstadt betr. die lateinische Schule zu Höningen (1573–1630) verfasst; 1927 gab er das Buch Geschichte des leiningischen Gymnasiums zu Höningen und zu Grünstadt 1573-1819, 1929 die Fortsetzung Die Geschichte des bayerischen Pro-Gymnasiums zu Grünstadt 1819–1929 heraus, die zu regionalgeschichtlichen Standardwerken wurden.
Laut dem im Museum Grünstadt aufliegenden Protokollbuch des Altertumsvereins sollte dieser im April 1934 in die neu zu bildende „Arbeitsgemeinschaft für nationale Volkserziehung“ eingegliedert werden. Sie war eine Unterorganisation des von Alfred Rosenberg geleiteten Kampfbundes für deutsche Kultur und ging später in der „Nationalsozialistischen Kulturgemeinde“ (NSKG) auf. Da Ernst sich dem verweigerte, nahm ihm die Stadtverwaltung unter Bürgermeister Fritz Klein die Museumsschlüssel weg und kündigte den Mietvertrag für das Museum. Er trat daraufhin am 15. Mai 1934 freiwillig zurück (laut Protokoll war er zur Weiterarbeit unter diesen Bedingungen „nicht zu bewegen“) und sein bisheriger Stellvertreter, Lehrer Friedrich Volk, übernahm kommissarisch das Amt. Da dieser der Aufforderung nachkam, wurden die Schlüssel wieder ausgehändigt, der Mietvertrag erneuert und sogar weitere Räumlichkeiten in Aussicht gestellt. Den kaltgestellten Friedrich Ernst ernannte man mit Datum vom 19. Februar 1936 zum Ehrenvorsitzenden des Altertumsvereins Grünstadt.
Am 17. März 1938 ging Friedrich Ernst, auf eigenen Wunsch, vorzeitig in Pension und starb 1943 in Worms.
Sein jüngerer Bruder war der Lehrer Georg Ernst (1876–1938), der auch als Schachspieler bekannt wurde.